# Quinto Pompeio Senecione Sosio Prisco
Quinto Pompeo Senecio Sosio Prisco (fl. 169) è stato un politico e senatore romano nominato console nel 169 d.C., durante il regno di Marco Aurelio.
Sosio Prisco è noto per avere il nome attestato più lungo degli antichi romani. Il nome è stato ritrovato in un'iscrizione presso la Villa Adriana ed è composto da 38 elementi. Ciò era dovuto alla pratica della polionimia, in cui venivano aggiunti anche i nomi degli antenati e dei parenti illustri. Il nome completo è quindi:
Quintus Pompeius Senecio Roscius Murena Coelius Sextus Iulius Frontinus Silius Decianus Gaius Iulius Eurycles Herculaneus Lucius Vibullius Pius Augustanus Alpinus Bellicius Sollers Iulius Aper Ducenius Proculus Rutilianus Rufinus Silius Valens Valerius Niger Claudius Fuscus Saxa Amyntianus Sosius Priscus
Ha ricevuto una parte del nome da suo padre, Quinto Pompeo Sosio Prisco, console nel 149 d.C., fatto che si ricava da un'altra iscrizione, in parte danneggiata:
Quinto Pompeo [. . . ] Bellicius Sollers Iulius Acer Ducenius Proculus Rutilianus Rufinus Silius Valens Valerius Niger Claudius Fuscus Saxa Amyntianus Sosius Priscus
Nell'iscrizione CIL XIV, 3609 è possibile farsi un'idea della carriera di Quinto Sosio Prisco: iniziò come Praefectus feriarum Latinarum, poi come triumvir monetalis e intorno all'anno 162 d.C.  fu eletto candidato dell'imperatore alla carica di questore. Fu poi nominato legato, al servizio di suo padre che era il governatore proconsolare della provincia dell'Asia, forse intorno all'anno 163/164 d.C. In quanto patrizio, gli fu permesso di saltare l'incarico di edile o di tribuno della plebe. Infine Prisco fu eletto alla carica di pretore, forse intorno al 167 d.C.
Nel 169 d.C., Sosio Prisco fu eletto console ordinario con Publio Celio Apollinare come suo collega. Fu quindi nominato praefectus alimentorum (ovvero l'ufficiale responsabile dell'organizzazione dell'approvvigionamento alimentare di Roma). A questo, in data sconosciuta, seguì la nomina a governatore proconsolare dell'Asia.
Membro del Collegio dei Pontefici, Sosio Prisco era sposato con Ceionia Fabia, da cui ebbe almeno un figlio, Quinto Pompeo Sosio Falco, nominato console nel 193 d.C.

## Fonti
- PIR² P 651